# فرد بيردن
فرد بيردن (بالإنجليزية: Frederick Britten Burden)‏ هو مالك صحيفة ‏ وكاتب أسترالي، ولد في 1852، وتوفي في 30 يناير 1897.